# Proton
Proton, p (z gr. πρῶτον – ‘pierwsze’) – trwała cząstka subatomowa z grupy barionów o ładunku +1 i masie spoczynkowej równej ok. 1 u. Jeden z podstawowych składników materii.
Promień protonu został oszacowany na 0,84184 ± 0,00067 fm.
Protony wraz z neutronami stanowią nukleony, elementy jąder atomowych. Liczba protonów w jądrze danego atomu jest równa jego liczbie atomowej, która jest podstawą uporządkowania pierwiastków w układzie okresowym. Protony są głównym składnikiem pierwotnego promieniowania kosmicznego.
Proton według modelu standardowego jest cząstką złożoną, zaliczaną do hadronów, a ściślej barionów, zbudowaną z trzech kwarków: dwóch kwarków górnych „u” i jednego kwarku dolnego „d” (układ uud) związanych silnym oddziaływaniem przenoszonym przez gluony. Zanim model standardowy został powszechnie przyjęty, proton uważany był za cząstkę elementarną.
Czynnik Landégo protonu: gp/2 = 2,792847351 ± 0,000000028

## Rozpad protonu
Według aktualnych wyników eksperymentalnych, jeżeli rozpad protonu następuje, to średni czas życia tej cząstki jest dłuższy niż 2,1⋅1029 lat. Zgodnie z modelem standardowym proton, jako najlżejszy barion, nie może się samorzutnie rozpaść. Jednakże niezweryfikowane teorie wielkiej unifikacji generalnie przewidują rozpad protonu z czasem życia minimum 1⋅1036 lat.
Proton może ulec przemianie, na przykład w procesie wychwytu elektronu. Ten proces nie zachodzi samorzutnie, lecz tylko w wyniku dostarczenia dodatkowej energii. Przemiana ta następuje według równania:
p+
 + e−
 → n + ν
e
gdzie:
p – proton,
e – elektron,
n – neutron,
ν
e – neutrino elektronowe.
Ten proces jest odwracalny. Na przykład w rozpadzie beta, neutron zamienia się w proton. Wolne neutrony rozpadają się spontanicznie (czas życia około 15 minut), produkując proton.

Proton stanowi jądro atomowe wodoru

## Historia odkrycia
Eugen Goldstein zaobserwował, że promieniowanie anodowe składa się z dodatnio naładowanych jonów. Zauważył również, że stosunek ładunku do masy tych jonów zależy od natury gazu wypełniającego rurę katodową (dla promieniowania katodowego, które składa się z elektronów, ten stosunek był zawsze ten sam). W 1898 roku Wilhelm Wien zaobserwował, że najwyższy stosunek jest w przypadku wodoru.
W roku 1918 Ernest Rutherford stwierdził, że jądra wodoru produkowane są w wyniku działania cząstek alfa na azot.

## Proton w chemii
Jądra atomów najpowszechniejszego izotopu wodoru 1
H (protu) zawierają jedynie pojedyncze protony. W wyniku jonizacji termicznej wodoru powstają wolne (swobodne) protony (→ plazma). Natomiast protony powstające w wyniku dysocjacji elektrolitycznej w roztworze są solwatowane (zobacz np. jon hydroniowy), a spotykany zapis H+
 i określenie „proton” są uproszczeniem nieodzwierciedlającym rzeczywistej struktury jonów wodorowych. Podobnie rozumiany jest proton w biochemii (np. pompa protonowa).
Określenie „proton” bywa stosowane także w odniesieniu do atomów wodoru połączonych wiązaniem chemicznym z innymi atomami. Wpływ otoczenia chemicznego protonów w związkach chemicznych na ich właściwości magnetyczne wykorzystywany jest w spektroskopii protonowego rezonansu magnetycznego.